# Bačkovík
Bačkovík (bis 1927 slowakisch „Bačkovik“; ungarisch Bátyok) ist eine Gemeinde im Osten der Slowakei mit 645 Einwohnern (Stand 31. Dezember 2024), die zum Okres Košice-okolie, einem Teil des Košický kraj, gehört und in der traditionellen Landschaft Abov liegt.

## Geographie
Die Gemeinde befindet sich im Ostteil des Talkessels Košická kotlina im Tal des Baches Rankovský potok im Einzugsgebiet der Olšava und somit des Hornád. Das Ortszentrum liegt auf einer Höhe von 269 m n.m. und ist 22 Kilometer von Košice entfernt (Straßenentfernung).
Nachbargemeinden sind Boliarov im Norden, Rankovce im Nordosten, Herľany (Ortsteil Žirovce) im Osten sowie Čakanovce im Südosten, Süden und Westen.

## Geschichte
Bačkovík wurde zum ersten Mal 1323 als Bagak schriftlich erwähnt, weitere historische Bezeichnungen sind unter anderen Nagy-Bagyok, Kys-Badoch (1427), Nogh Bagh-Kys Bagh (1430), Bagiok oder Batyok (1630), Baczkowig (1773) und Bačkowík (1808). Das Dorf war Besitz der Familie Stancsó, 1427 des Geschlechts Perényi in der Herrschaft von Füzér, im 18. Jahrhundert gehörten die Ortsgüter den Familien Dessewffy, Melczer und Zombor. 1601 gab es 14 Ansiedlungen, 1715 nur noch eine, 1772 wohnten hier 19 leibeigene Bauern-, 12 Häusler- und drei Untermieterfamilien. 1828 zählte man 46 Häuser und 312 Einwohner, die als Landwirte beschäftigt waren.
Bis 1918/1919 gehörte der im Komitat Abaúj-Torna liegende Ort zum Königreich Ungarn und kam danach zur Tschechoslowakei beziehungsweise heute Slowakei.

## Bevölkerung
| Jahr                | 1994 | 2004     | 2014     | 2024  |
| ------------------- | ---- | -------- | -------- | ----- |
| Anzahl der Personen | 367  | 411      | 516      | 645   |
| Unterschied         |      | +11,98 % | +25,54 % | +25 % |

| Jahr                | 2023 | 2024    |
| ------------------- | ---- | ------- |
| Anzahl der Personen | 624  | 645     |
| Unterschied         |      | +3,36 % |

Gemäß der Volkszählung 2011 wohnten in Bačkovík 475 Einwohner, davon 357 Slowaken, 74 Roma, zwei Tschechen und ein Ukrainer. Ein Einwohner gab eine andere Ethnie an und 40 Einwohner machten keine Angabe zur Ethnie.
236 Einwohner bekannten sich zur römisch-katholischen Kirche, 134 Einwohner zur Evangelischen Kirche A. B., 25 Einwohner zur apostolischen Kirche, 20 Einwohner zur griechisch-katholischen Kirche, sechs Einwohner zur reformierten Kirche und ein Einwohner zur evangelisch-methodistischen Kirche. Zwei Einwohner bekannten sich zu einer anderen Konfession, vier Einwohner waren konfessionslos und bei 47 Einwohnern wurde die Konfession nicht ermittelt.

## Baudenkmäler
- evangelische Kirche im klassizistischen Stil aus dem Jahr 1837[6]

## Verkehr
Durch Bačkovík führt nur die Straße 3. Ordnung 3295 von Bidovce (Anschluss an die Straße 2. Ordnung 576) nach Kecerovce.